# Bernd Andreae
Bernd Andreae (* 17. April 1923 in Rostock; † 15. Januar 1985 in Berlin) war ein deutscher Agrarwissenschaftler, Agrargeograph und Hochschullehrer.

## Leben und Wirken

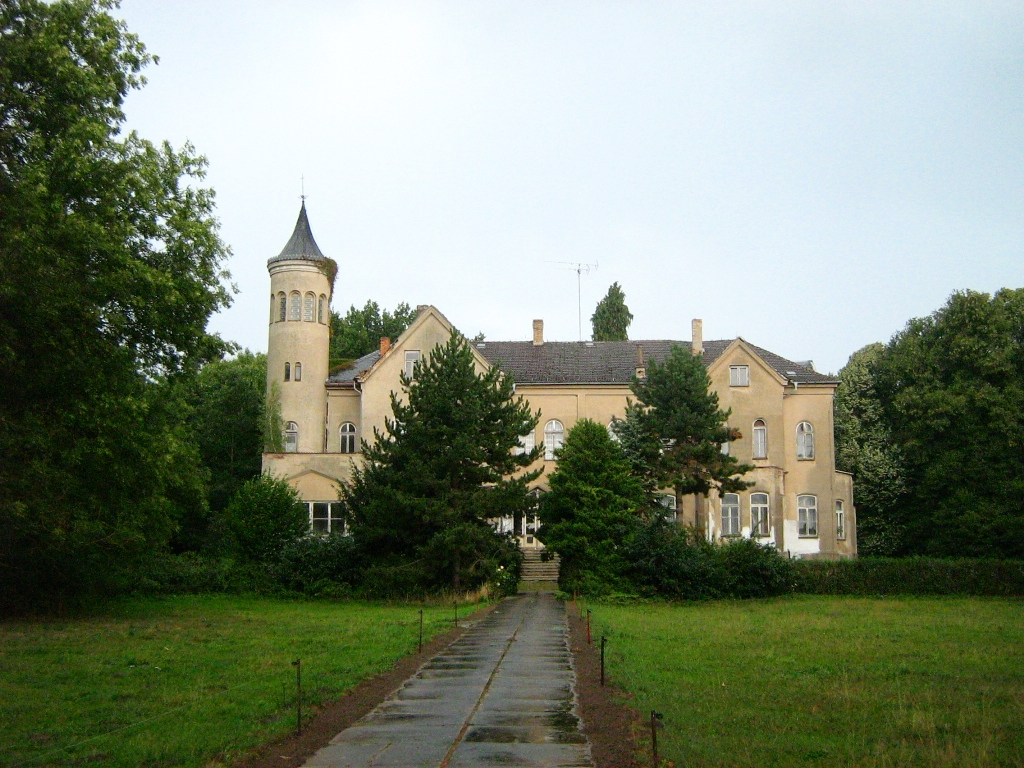
Gut Dudendorf

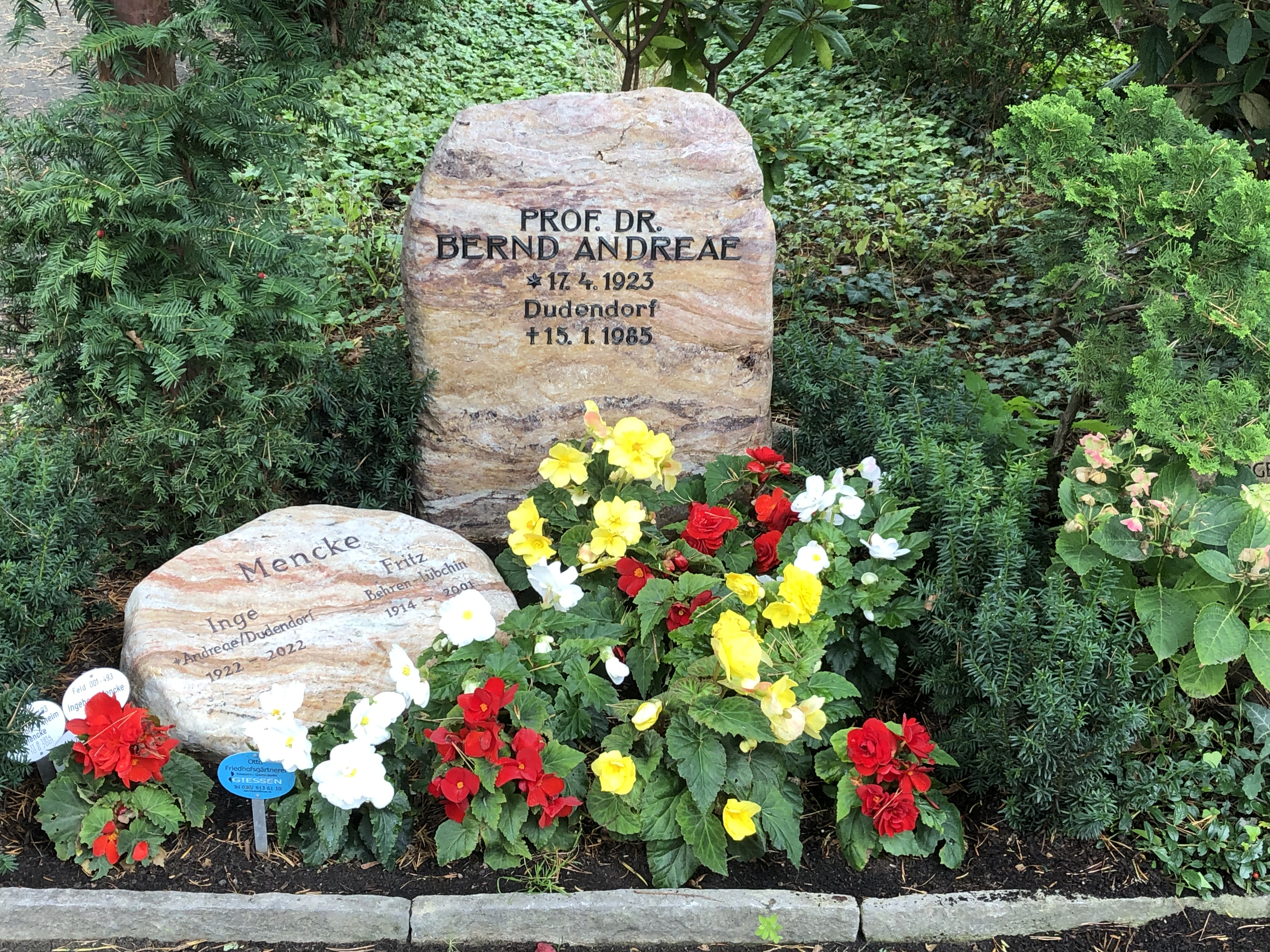
Grabstätte (2022)

Bernd Andreae war der Urenkel des Maschinenbauingenieurs Abraham Andreae. Sein Vater, Brami Andreae, war der Sohn von Paul Andreae, der das Gut Dudendorf 1886 erwarb. Als erstgeborener Sohn wurde er schon frühzeitig von seinem Vater in die Landwirtschaft und die Pferdezucht eingeführt. Das sollte seinen weiteren Lebensweg maßgeblich beeinflussen.
Er wurde zunächst auf dem elterlichen Gut in Dudendorf zusammen mit seinen Geschwistern von einem Hauslehrer unterrichtet. Ab 1936 besuchte er das Gymnasium Friderico-Francisceum in Bad Doberan. 1941 legte er das Abitur ab und wurde im selben Jahr zum Kriegsdienst eingezogen. 1944 wurde er in der Schlacht um Monte Cassino in amerikanische Kriegsgefangenschaft genommen. Im Kriegsgefangenenlager in Crossville (Tennessee) absolvierte er ein Fernstudium an der University of Minnesota. 1946 kehrte er nach Deutschland zurück. Das Gut in Mecklenburg war verloren. In Büdingen heiratete er im selben Jahr Gisela Freiin von Reibnitz, die er seit seiner Jugend in Mecklenburg kannte. Aus der Ehe gingen drei Kinder hervor.
Er absolvierte eine landwirtschaftliche Ausbildung und studierte ab 1947 Landwirtschaft an der Universität Göttingen. 1952 wurde er mit der Dissertation Fruchtfolgen und Fruchtfolgesysteme in Niedersachsen promoviert. Andreae war Wissenschaftlicher Assistent am Institut für landwirtschaftliche Betriebslehre. Er habilitierte sich 1955 mit der Arbeit Die Feldgraswirtschaft in Westeuropa. Standortfragen, Formen, Probleme und Entwicklungstendenzen. 1957 wurde er Dozent in Göttingen.
1960 übernahm er als Ordinarius das Institut für landwirtschaftliche Betriebslehre der Technischen Universität Berlin, an der er bis 1980 lehrte. Zu seiner Zeit war er der jüngste Hochschullehrer in Berlin und wurde wenige Jahre später Dekan. Andreae veröffentlichte 145 Aufsätze in der Fachpresse, 136 Beiträge in wissenschaftlichen Zeitschriften und Sammelwerken sowie 33 Fachbücher, die zum Teil in verschiedene Sprachen übersetzt wurden.
Nach seinen Angaben wurde sein wissenschaftlicher Ruf maßgeblich durch seine Bücher Wirtschaftlehre des Ackerbaus und sein Werk Agrargeografie begründet. Die Praxisnähe seines Wissens stützte sich im Wesentlichen auf Erkenntnisse seiner vielen Studienreisen, die ihn unter anderem in zwölf außereuropäische Länder geführt hatten.
Andreae starb am 15. Januar 1985 in Berlin an den Folgen eines Herzinfarkts und wurde auf dem Berliner Waldfriedhof Dahlem beigesetzt. Die Grabstätte befindet sich in Abt. 24 BU 107.

## Auszeichnungen
- 1970: Auszeichnung durch die Universität Gießen mit dem 1964 gestifteten „Eilhard Alfred Mitscherlich-Preis“[1]

## Werke (Auswahl)
- Weltwirtschaftspflanzen im Wettbewerb: Ökonomischer Spielraum in ökologischen Grenzen. Eine produktbezogene Nutzpflanzengeographie. Walter de Gruyter Berlin, New York 1980, ISBN 3-11-008129-6
- Allgemeine Agrargeographie. de Gruyter, Berlin 1985
- Landwirtschaftliche Betriebsformen in den Tropen. Tokyo Kyushu Univ. Press 1985
- Die Erweiterung des Nahrungsspielraums als integrale Herausforderung. Paderborn, Schöningh - München, Blutenburg-Verlag 1980.
- Die Farmwirtschaft an den agronomischen Trockengrenzen.  Steiner, Wiesbaden 1974
- Landwirtschaftliche Betriebsformen in den Tropen. Bodennutzung und Viehhaltung im Spannungsfeld von Tradition und Fortschritt. Parey, Hamburg, Berlin 1972